# Cheltenham College

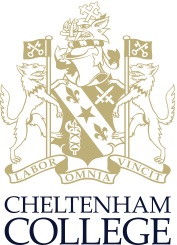

Das Cheltenham College befindet sich nahe der Stadt Cheltenham in Gloucestershire, England.
1841 gegründet, ist das College mit heute 700 Schülern (Jungen und Mädchen) eine der größten Internatsschulen Großbritanniens. Die Schüler befinden sich im Alter von dreizehn bis achtzehn Jahren. Die Gebühren belaufen sich, je nach Schuljahr, zwischen ungefähr 2.000 GBP und 13.000 GBP pro Jahr, was es zu einer der teuersten Schulen im Vereinigten Königreich macht.
Das College besitzt einen sehr positiven Ethos, der sich auf eine umfassende Allgemeinbildung und eine stark christliche Ausrichtung begründet. Das Schulprofil zielt auf die Erziehung selbstsicherer und abgerundeter junger Persönlichkeiten, die im Wissen umfassend und im scharfen, unabhängigen Denken geschult sind. Die stark humanistisch orientierte Ausbildung umfasst Fächer wie Sprachen (u. a. Latein, Altgriechisch, Französisch, Spanisch, Deutsch), Wissenschaft/Design Technologie, Literatur, Kunst/Kunstgeschichte, Drama/Theaterwissenschaft, Politik, Wirtschaft/Handel, Musik und Religiöse Studien.

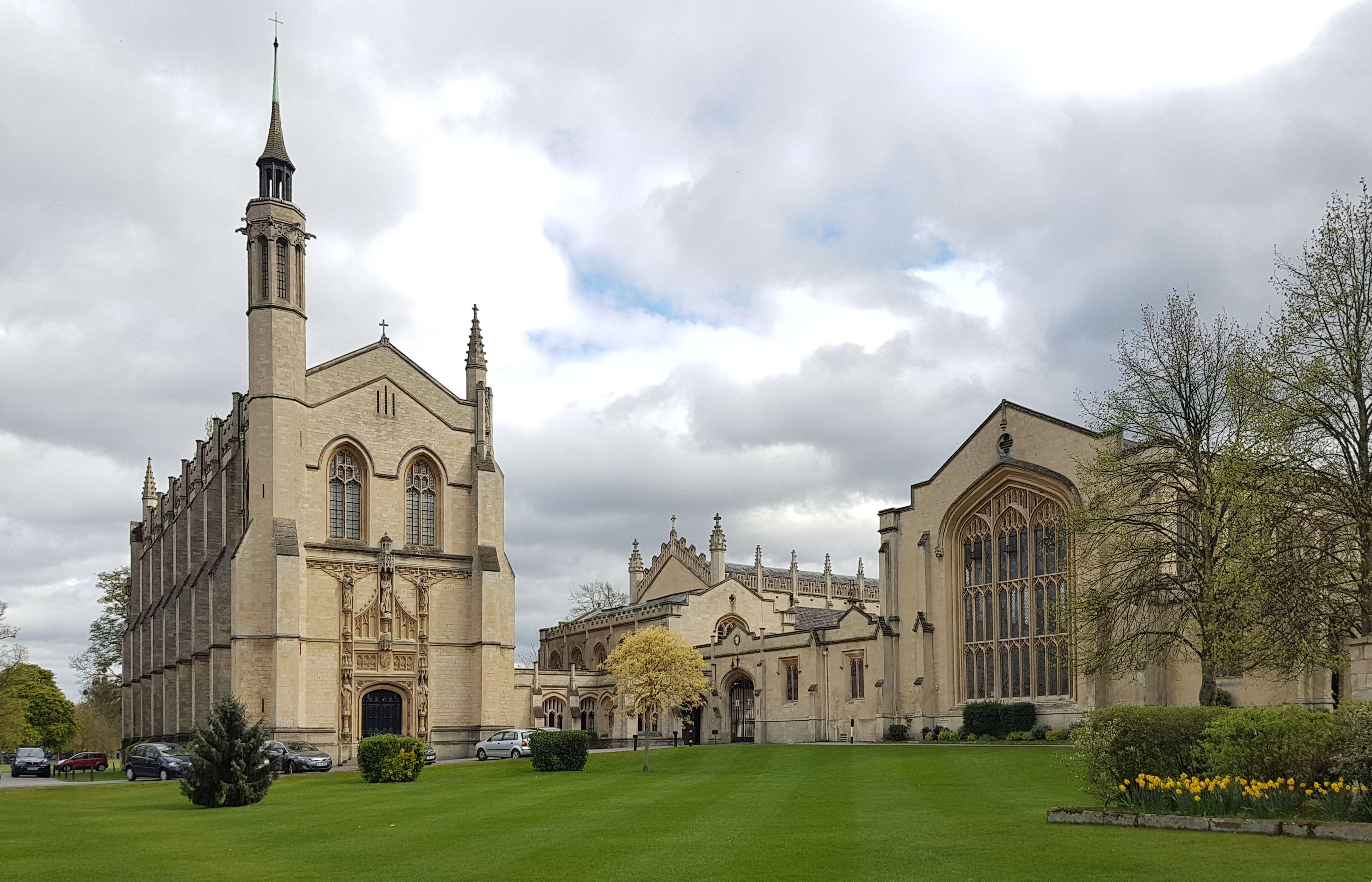
Kapelle (Chapel) und Bibliothek
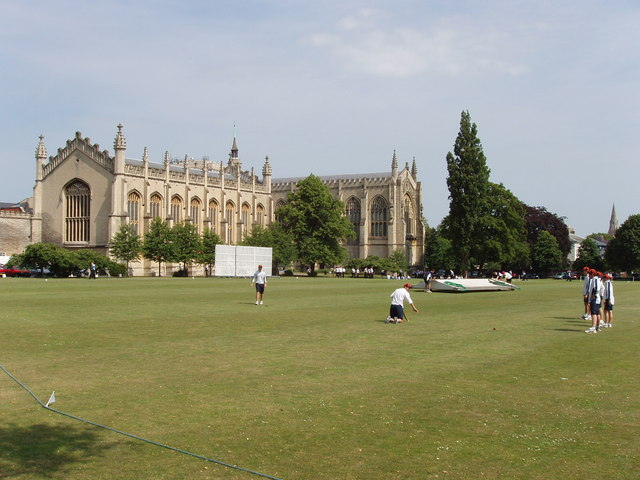
Kapelle und Speisesaal
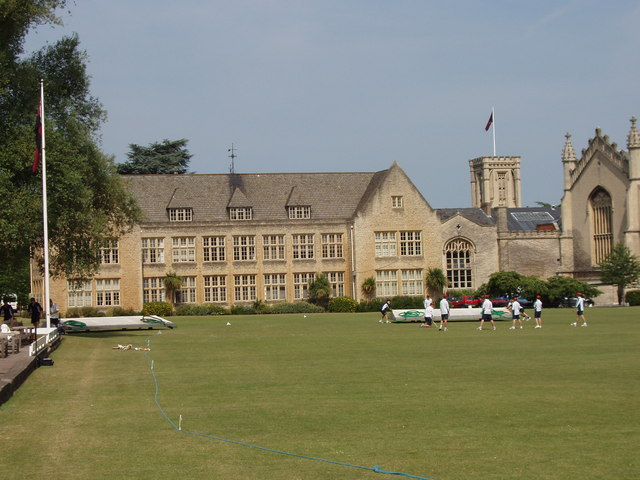
Unterrichtsgebäude
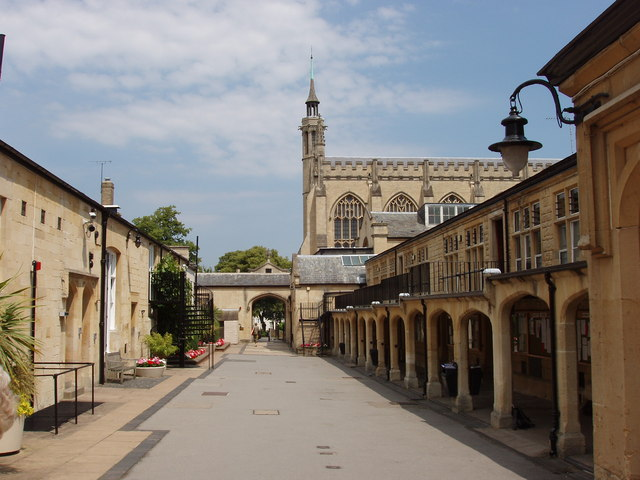
Innenhof
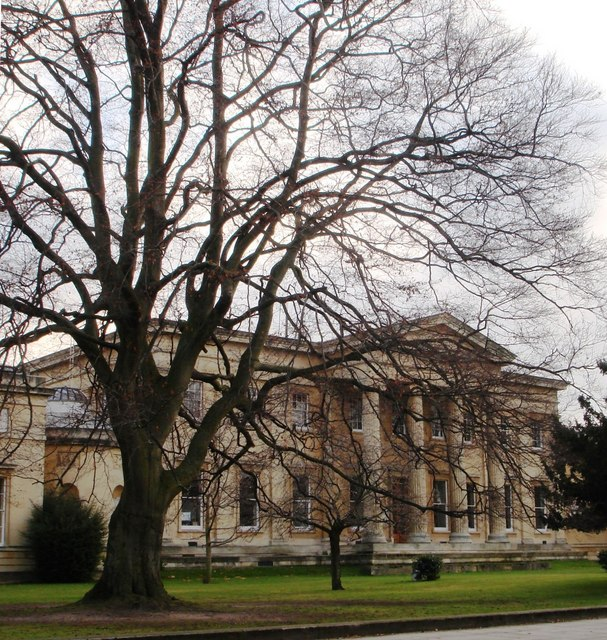
Haupteingang